# Id-Reaktion
Der Begriff Id-Reaktion ist veraltet und beschreibt eine allergische Hautreaktion.
Dabei handelt es sich um eine Antigen-Antikörperreaktion im Verlauf von Infektionen. Meistens wird sie hervorgerufen durch Viren, Bakterien oder Pilze. Die Stelle mit der Hauterscheinung muss nicht die ursprünglich infizierte Stelle sein. Die eigentliche Infektion kann an einer anderen Körperstelle oder einem anderen Organsystem bestehen. Antikörper und Antigene können von dort hämatogen (also über das Blut) in andere Körperregionen geschwemmt werden. Die Id-Reaktion kann in Form einer Erythrodermie (einer Rötung der gesamten Körperhaut mit einer Fläche größer 90 %) auftreten.

## Beispiele
- Tuberkulid
- Mykid
- Epidermophytid
- Trichophytid